# Rohacz Ostry

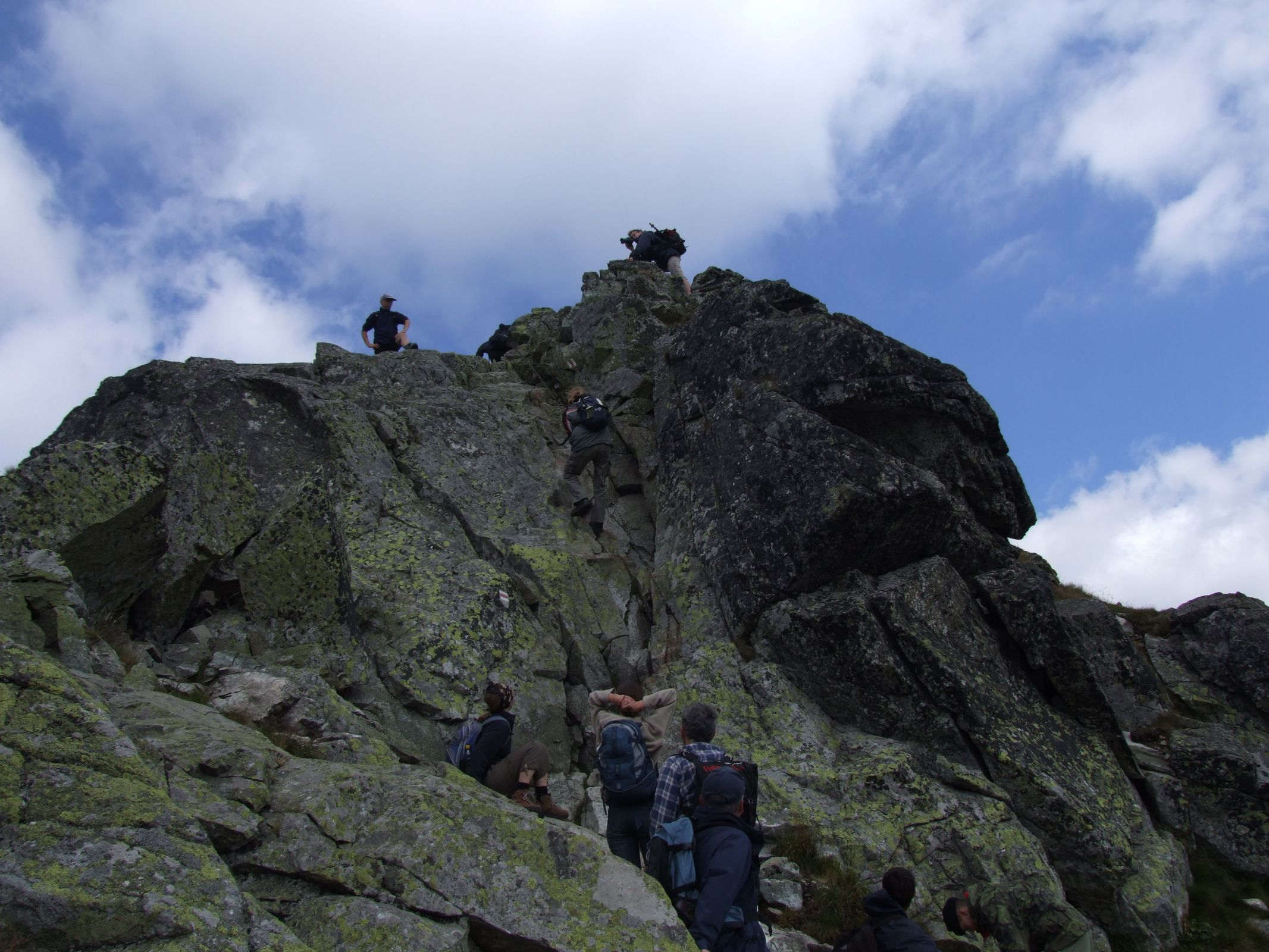
Pięciometrowy komin w partiach szczytowych

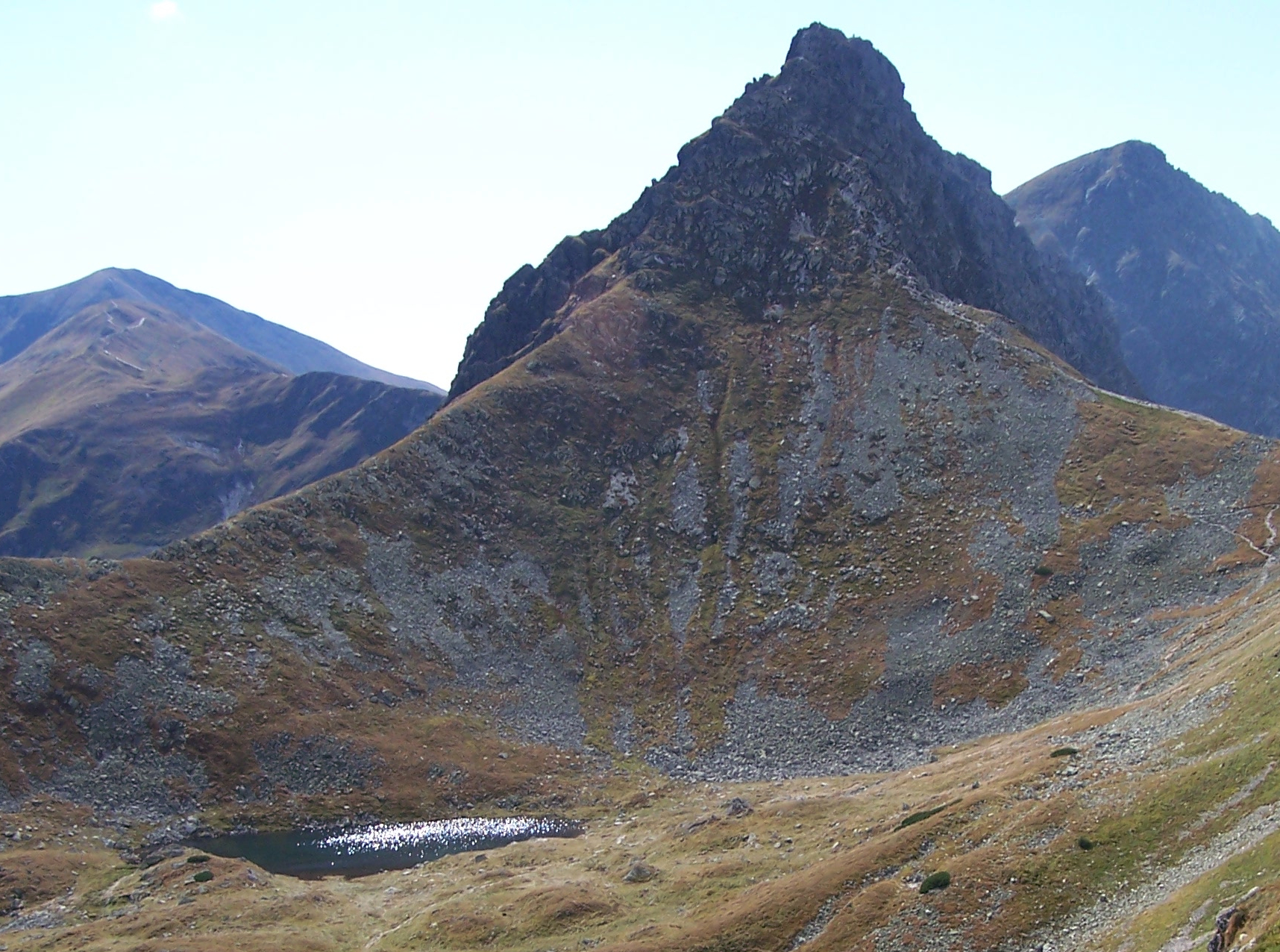
Wyżni Jamnicki Staw na tle Rohacza Ostrego

Rohacz Ostry (słow. Ostrý Roháč, Roháč) – skalisty, dwuwierzchołkowy szczyt o wysokości 2086 m n.p.m. w słowackich Tatrach Zachodnich, jeden z dwóch Rohaczy. Znajduje się w grani głównej Tatr Zachodnich pomiędzy Rohaczem Płaczliwym, od którego oddzielony jest Rohacką Przełęczą (1962 m), a Wołowcem, od którego oddziela go Jamnicka Przełęcz. Wznosi się ponad Doliną Smutną (górną częścią Doliny Rohackiej) i Doliną Jamnicką. We wschodnim kierunku odbiega od Ostrego Rohacza niski grzbiet Stawiańskiego Wierchu, pomiędzy którym i granią główną znajduje się najwyższe piętro Doliny Jamnickiej – Kocioł Jamnickich Stawów z dwoma Jamnickimi Stawami.
Jest to szczyt o nietypowej dla tego regionu Tatr budowie (ostro opadające ściany, wąska grań, skały krystaliczne – podobnie jak w Tatrach Wysokich). Od szczytu Rohacza Ostrego do Jamnickiej Przełęczy biegnie przez niego grzbietowy, widokowy szlak turystyczny w skalnej scenerii ze stromymi podejściami i licznymi ubezpieczeniami w postaci łańcuchów. Szlak jest miejscami bardzo eksponowany (zwłaszcza w rejonie tzw. Rohackiego Konia) i stąd uchodzi za trudny; wymaga dobrego przygotowania turystycznego oraz odporności na ekspozycję (nie powinni wybierać tej trasy ludzie z lękiem wysokości).
Sama nazwa góry, jak tłumaczył to już XVIII-wieczny słowacko-węgierski polihistor Matej Bel, pochodzi od słowa rogaty, w czym ujawnia się nawiązanie do dwuwierzchołkowej sylwety góry. Zbudowane z wielkich bloków granitu partie szczytowe Ostrego Rohacza przecięte są szczeliną zwaną Rohacką Szczerbiną. Od przełęczy tej biegnie przecinające cały masyw pęknięcie, w którym ujawniają się mylonity. Wyższy wierzchołek (2086 m) znajduje się po zachodniej stronie Rohackiej Szczerbiny (2073 m); niższy o ponad metr (2085 m) jest wierzchołek wschodni. Wcześniejsze pomiary określały wysokość Rohacza Ostrego na 2072, 2084 lub 2088 m.
Na północnej, bardzo stromej ścianie opadającej do Doliny Smutnej, istnieją drogi wspinaczkowe dla taterników. Po raz pierwszy ścianę tę przeszedł w 1908 r. Walery Goetel z towarzyszami. 26 czerwca 1911 r. podczas wspinaczki północną ścianą zginęło tu dwóch niemieckich wspinaczy z Zabrza: Ludwig Koziczinski i Karl Jenne. Ich zwłoki po kilku dniach znieśli ratownicy TOPR-u pod kierownictwem Mariusza Zaruskiego.
Pierwszego wejścia zimowego na ten szczyt dokonali w marcu 1911 r. (częściowo na nartach) Henryk Bednarski, Józef Lesiecki, Leon Loria, Mariusz Zaruski, Stanisław Zdyb i Janusz Żuławski podczas pierwszego zimowego przejścia grani Rohaczy od Rakonia po Smutną Przełęcz. Zaruski pisał później: „...biała grań śnieżna, w powietrznej głębi rzucona na podobieństwo mostu między dwoma cyplami wierzchołka. Asekurując się linami, ostrożnie czołgamy się po tym moście bajecznym a cała uwaga każdego z nas skupiona jest w jednym ognisku, w jednym życzeniu: jeżeli most nie wytrzyma mego ciężaru i pode mną się skruszy, mam spadać tak, ażebym nie przechylił się ku żadnej stronie przepaści i na grani pozostał”.

## Szlaki turystyczne
– czerwony szlak biegnący granią główną Tatr Zachodnich.
- Czas przejścia ze Smutnej Przełęczy na szczyt: 1:45 h, z powrotem 1:30 h
- Czas przejścia z Rohacza Ostrego na Wołowiec: 1:05 h, z powrotem 1 h